# Sabrina Sirchia
Sabrina Sirchia (Palermo, 30 dicembre 1977) è un'attrice italiana.

## Biografia
Dopo anni di teatro, ha iniziato la sua carriera televisiva nel 2001 con la serie televisiva In Love and War con la regia di John Kent Harrison.
Diventa famosa nel 2003 per aver preso parte alla serie televisiva Elisa di Rivombrosa dove interpreta sia nella prima sia nella seconda serie il ruolo di Bianca Buondio, anche nello spin-off.
Nel 2007 recita nella fiction Il figlio della luna con la regia di Gianfranco Albano.
Nel 2012 consegue un BA in Film & TV Production presso la Cambridge School of Art.

## Televisione
- In Love and War - regia di John Kent Harrison (2001)
- Elisa di Rivombrosa - regia di Cinzia TH Torrini (2003)
- Elisa di Rivombrosa - Parte seconda - regia di Cinzia TH Torrini e Stefano Alleva (2005)
- La figlia di Elisa - Ritorno a Rivombrosa - regia di Stefano Alleva
- Il figlio della luna - regia di Gianfranco Albano (2007)

## Cinema
Una talpa al bioparco (2004), film distribuito dalla casa cinematografica Mikado Film, diretto da Fulvio Ottaviano, con Adriano Giannini e Giorgia Surina.